# Segunda invasión mongola de Birmania
La segunda invasión mongola de Birmania por parte de la dinastía Yuan bajo el reinado de Timur Kan fue rechazada por el reino birmano de Myinsaing en 1301.

## Antecedentes
Después de la primera invasión mongola por parte de la dinastía Yuan, Narathihapate huyó de Pagan y marcó el fin del reino birmano. A esto sobrevivieron los hermanos Athinkhaya, Yazathingyan y Thihathu que, como comandantes experimentados, reforzaron su guarnición en Myinsaing. Después de que los mongoles se retiraran, Kyawswa sucedió a su padre Narathihapate. Pero él era solo el rey nominal de Pagan porque no controlaba más que unos pocos kilómetros fuera de la ciudad de Pagan. De hecho, el reino de Pagan había dejado de existir en la práctica. En cambio, el poder real en el centro de Birmania residía en los hermanos que, a través de su pequeño pero bien disciplinado ejército, controlaban el actual distrito de Kyaukse, importante por ser el centro granero de Pagan. Kyawswa no tuvo más remedio que reconocerlos como señores de Kyaukse. El 19 de febrero de 1293, el rey nombró al hermano mayor como virrey de Myinsaing, al segundo hermano como virrey de Mekkara y al tercer hermano como virrey de Pinle.
Sin embargo, los hermanos ya se comportaban como reyes soberanos. Cuando el rey Wareru de Hanthawaddy recibió el reconocimiento como tributario del reino de Sukhothai en 1294, fueron los hermanos, no Kyawswa, quienes enviaron una fuerza para reclamar el antiguo territorio pagan de Hanthawaddy (Baja Birmania). Si bien su intento de reconquistar Hanthawaddy no tuvo éxito, no dejó dudas sobre quién tenía el poder real en el centro de Birmania.
Con los tres hermanos Shan actuando cada vez más como reyes soberanos, Kyawswa envió a su hijo a la base del ejército mongol en Tagaung y pidió reconocimiento como rey vasallo en enero de 1297. Recibió el reconocimiento oficial y un título chino el 20 de marzo de 1297. En diciembre, los hermanos invitaron al ahora rey títere a Myinsaing, su fortaleza, para participar en la ceremonia de dedicación de un monasterio construido por ellos. El rey, con el respaldo de los mongoles, se sintió seguro y fue a Myinsaing. Pero tan pronto como terminó la ceremonia, fue arrestado, destronado y obligado a convertirse en monje en el mismo monasterio que acababa de dedicar.

## Invasión mongola (1300-1301)
El 17 de diciembre de 1297, los tres hermanos derrocaron a Kyawswa y fundaron el reino Myinsaing. En Pagan, el hijo de Kyawswa, Saw Hnit, fue elegido rey por la viuda reina Saw, pero pronto se convirtió en gobernador bajo la autoridad de Myinsaing. Otro de los hijos de Kyawswa, Kumara Kassapa, escapó a China. Los mongoles no se enteraron del destronamiento hasta junio o julio de 1298. En 1300, las fuerzas de Myinsaing lideradas por Athinkhaya atacaron las guarniciones mongolas en unas ubicaciones al norte de Mandalay conocidas como Nga Singu y Male. El 22 de junio de 1300, el emperador mongol declaró que Kumara Kassapa era el legítimo rey de Birmania y envió un ejército desde Yunnan. La fuerza de invasión llegó a Myinsaing el 25 de enero de 1301, pero no pudo abrirse paso. Los sitiadores aceptaron los sobornos de los tres hermanos y se retiraron el 6 de abril de 1301. El gobierno mongol de Yunnan ejecutó a sus comandantes pero no envió más invasiones. Se retiraron por completo de la Alta Birmania a partir del 4 de abril de 1303.
Para entonces, la ciudad de Pagan, que en otro tiempo había contado con hasta 200 000 habitantes, se había reducido a una pequeña ciudad, de lo que nunca pudo recuperarse, sobreviviendo hasta el siglo XV como asentamiento humano. Los hermanos colocaron a uno de los hijos de Kyawswa como gobernador de Pagan. La línea de Anawrahta continuó gobernando Pagan como gobernadores bajo los reinos de Myinsaing, Pinya y Ava hasta 1369. El legado masculino de Pagan terminó allí, aunque el lado femenino pasó a la realeza Pinya y Ava. Pero la línea pagan continuó siendo reclamada por sucesivas dinastías birmanas hasta la última dinastía birmana Konbaung.

## Lectura adicional
- Grousset, René (2000). The Empire of the Steppes: A History of Central Asia (en inglés). Nuevo Brunswick: Rutgers University Press. ISBN 0-8135-1304-9.

- Datos: Q16933803